# Cuauhtémoc (kommun), Zacatecas
Cuauhtémoc är en kommun i Mexiko.   Den ligger i delstaten Zacatecas, i den centrala delen av landet, 500 km nordväst om huvudstaden Mexico City.
Följande samhällen finns i Cuauhtémoc:
- San Pedro Piedra Gorda
- Piedra Gorda
- Colonia Río Verde
- Felipe Berriozábal